# Curtiss-Wright CW-22
El Curtiss-Wright CW-22 fue un avión monoplano de entrenamiento avanzado de propósitos generales, estadounidense y de los años 40 del siglo XX, construido por la Curtiss-Wright Corporation. Fue operado por la Armada de los Estados Unidos como entrenador de exploración con la designación SNC-1 Falcon.

## Diseño y desarrollo
Desarrollado en la fábrica de San Luis de Curtiss-Wright, el CW-22 evolucionó desde el CW-19, a través del caza interceptor monoplaza CW-21. El prototipo voló por primera vez en 1940. Con menos potencia y prestaciones que el CW-21, el biplaza CW-A22 de ala baja totalmente metálico poseía un tren de aterrizaje retráctil de rueda de cola, retrayéndose el tren principal hacia atrás, dentro de unos carenados subalares.
El CW-22 se concibió tanto como monoplano civil deportivo o de entrenamiento, o como adecuado entrenador de combate, avión de reconocimiento y de propósitos generales de uso militar. El prototipo CW-A22 Falcon (matrícula civil NC18067) fue usado como demostrador de la compañía y es uno de los cuatro ejemplares del modelo que todavía existen. Un SNC-1 está en exhibición en el National Museum of Naval Aviation de la Armada estadounidense en la NAS Pensacola, Florida.

## Historia operacional
El principal cliente del avión equipado con el motor radial Wright R-975 Whirlwind refrigerado por aire fue la Fuerza Aérea del Real Ejército de las Indias Orientales Neerlandesas, siendo 36 los aparatos exportados. Los aviones tuvieron que ser entregados a los neerlandeses en Australia, debido al avance de las fuerzas japonesas. Una versión desarrollada, el CW-22B, fue vendida a Turquía (50), las Indias Orientales Neerlandesas (25) y en pequeñas cantidades en Sudamérica. Algunos de los aviones neerlandeses fueron capturados y operados por el Servicio Aéreo del Ejército Imperial Japonés. Los CW-22 y CW-22B estaban armados con dos ametralladoras, una de ellas fija.
Una versión desarmada de entrenamiento avanzado (CW-22N) fue presentada a la Armada estadounidense. Para cubrir la creciente necesidad de entrenamiento, la Armada ordenó 150 aviones en noviembre de 1940. Órdenes posteriores llevaron a un total de 305 aparatos, que fueron designados SNC-1 Falcon.
Curtiss convirtió un CW-19 en un demostrador CW-22. Esperaban usarlo para vender el CW-22 a China. El avión fue adquirido por la Fuerza Aérea Voluntaria Birmana, y más tarde fue usado por la Real Fuerza Aérea en la India. Fue desguazado en 1946.

## Variantes

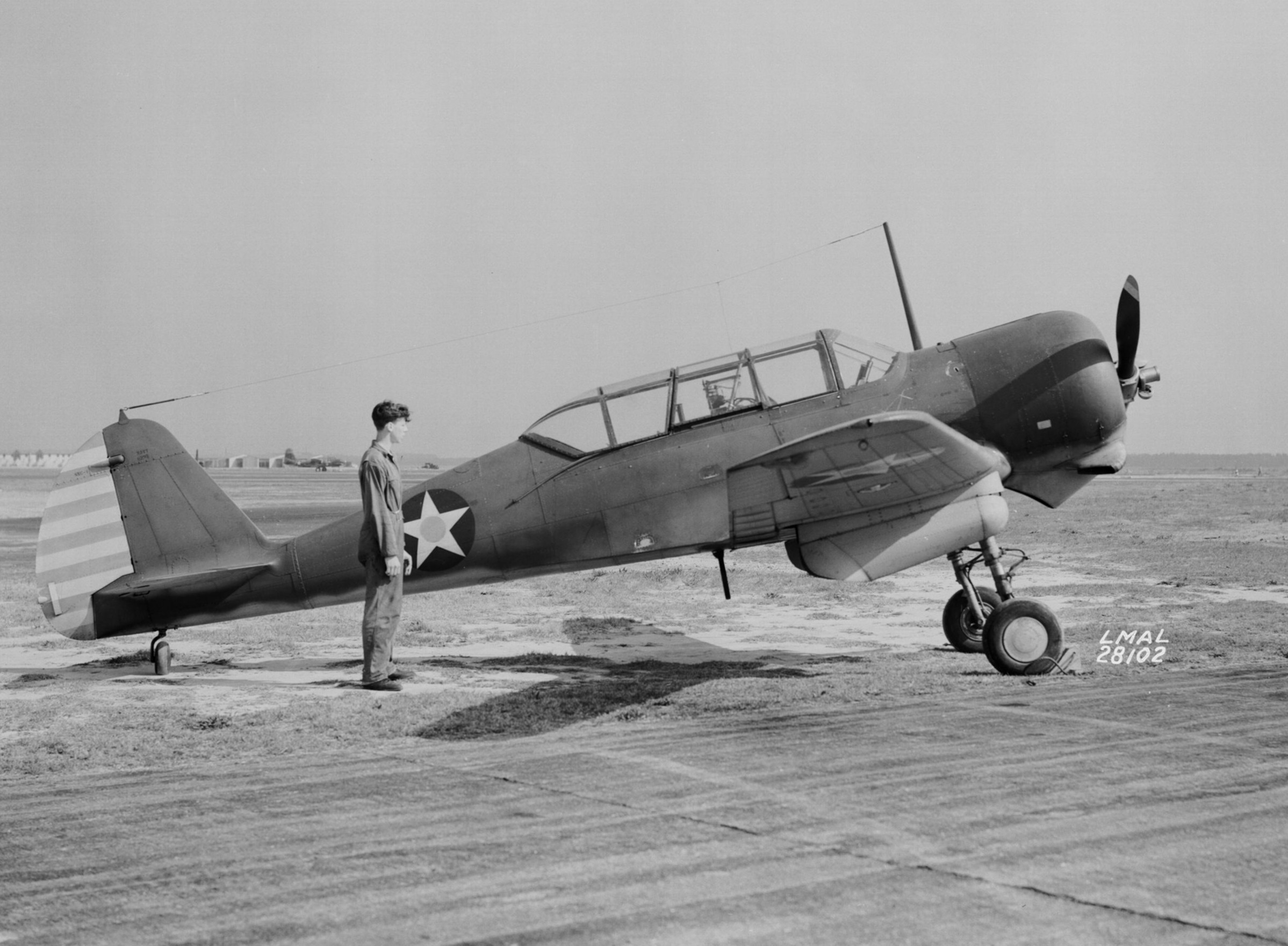
Un SNC-1 de la Armada estadounidense en abril de 1942.

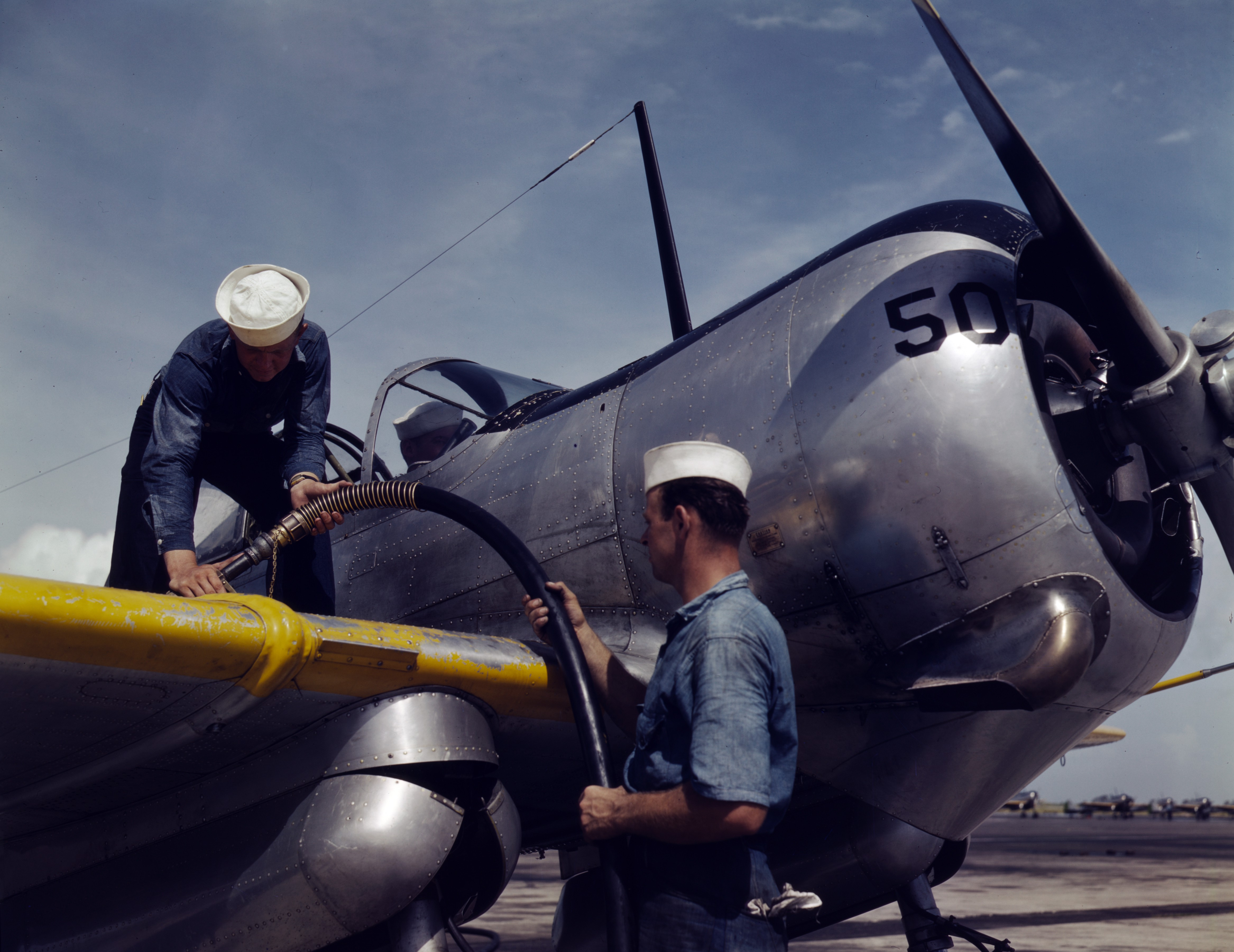
Repostando un SNC-1 en la NAS Corpus Christi, 1942.

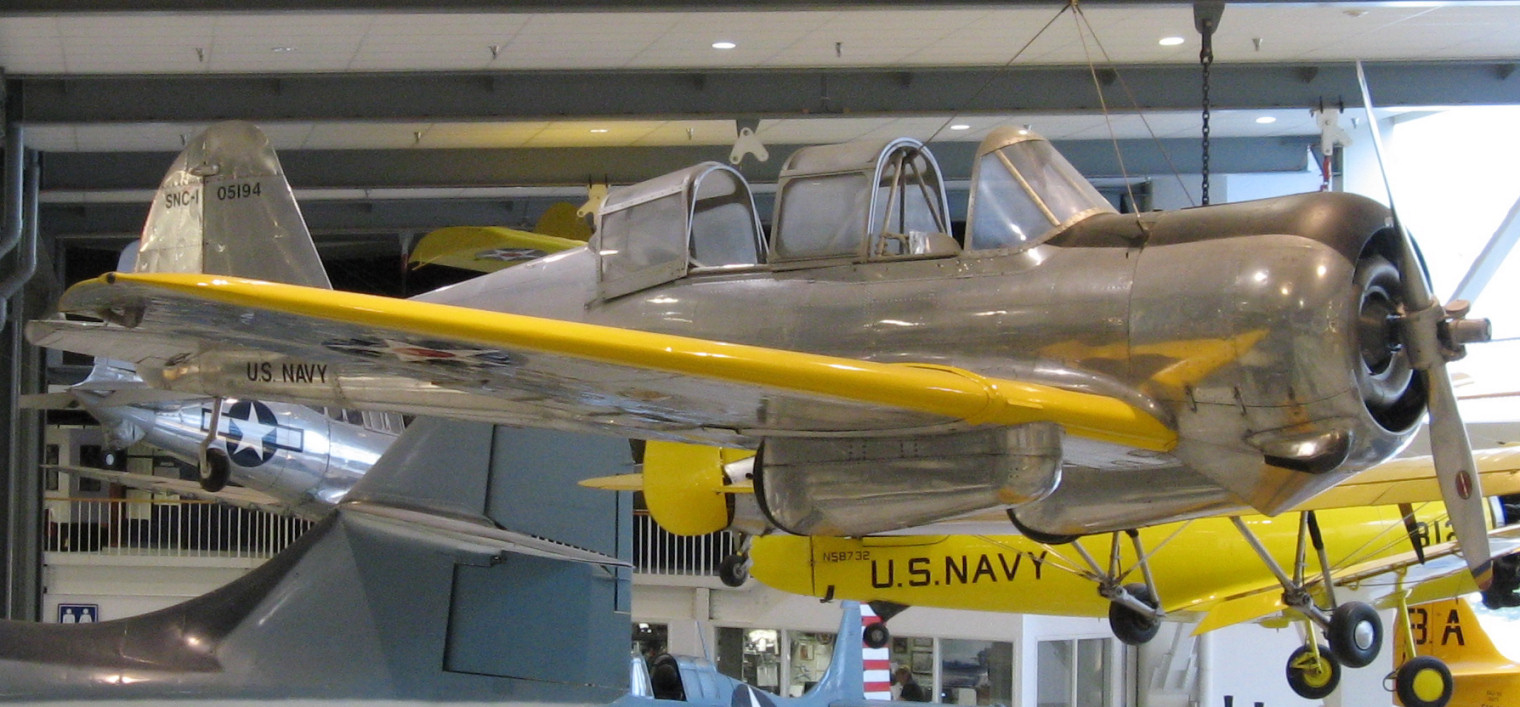
SNC-1 en exhibición en el National Museum of Naval Aviation.

CW-A22
Prototipo.
CW-22
Versión armada de producción para la Fuerza Aérea del Real Ejército de las Indias Orientales Neerlandesas, 36 construidos.
CW-22B
Versión armada mejorada, aproximadamente 100 construidos.
SNC-1 Falcon (CW-22N)
Designación de la Armada estadounidense para el CW-22N, 305 construidos (BuNo 6290-6439, 05085-05234, 32987-32991).

## Operadores
Birmania Británica
- Fuerza Aérea Voluntaria Birmana.[4]

 Bolivia
- Fuerza Aérea Boliviana: operó 10 aviones.[5]

 Estados Unidos
- Armada de los Estados Unidos

 Indias Orientales Neerlandesas
- Fuerza Aérea del Real Ejército de las Indias Orientales Neerlandesas

 Japón
- Servicio Aéreo del Ejército Imperial Japonés: operó aviones neerlandeses capturados.

 Perú
 Reino Unido
- Real Fuerza Aérea en India: operó los antiguos aviones de la Fuerza Aérea Voluntaria Birmana.

 Turquía
- Fuerza Aérea Turca

 Uruguay
- Fuerza Aérea Uruguaya: 9 aviones SNC-1 operados desde 1942 hasta 1951.

## Supervivientes
Turquía
- S/n 2615: CW-22B en exhibición estática en el Museo de Aviación de Estambul, en Estambul.[6]

Estados Unidos
- S/n 3707: CW-22 almacenado en el Fantasy of Flight en Polk City (Florida).[7]
- BuNo 05194: SNC-1 en exhibición estática en el National Naval Aviation Museum en Pensacola, Florida.[8]

Uruguay
- SNC-1 en exhibición en el Museo Aeronáutico "Coronel (Aviador) Jaime Meregalli" en Ciudad de la Costa, Canelones.[9]

## Especificaciones (SNC-1)
Referencia datos: Curtiss Aircraft 1907–1947, The encyclopedia of world aircraft

### Características generales
- Tripulación: Dos (piloto y observador)
- Longitud: 8,2 m (27 ft)
- Envergadura: 10,7 m (35 ft)
- Altura: 3 m (9,9 ft)
- Superficie alar: 16,1 m² (173,7 ft²)
- Perfil alar: Curtiss CW-19 Special[12]
- Peso vacío: 1241 kg (2735,2 lb)
- Peso cargado: 1718 kg (3786,5 lb)
- Planta motriz: 1× motor radial de nueve cilindros refrigerado por aire Wright R-975-28 Whirlwind.
  - Potencia: 340 kW (469 HP; 462 CV) al despegue; 310 kW (420 hp) máx. continuo
- Hélices: Bipala metálica de paso variable

### Rendimiento
- Velocidad máxima operativa (Vno): 319 km/h (198 MPH; 172 kt) a nivel del mar
- Alcance: 1260 km (680 nmi; 783 mi)
- Techo de vuelo: 6600 m (21 654 ft)
- Régimen de ascenso: 8,4 m/s (1654 ft/min)

## Aeronaves relacionadas

### Desarrollos relacionados
- Curtiss-Wright CW-19

### Secuencias de designación
- Secuencia CW-_ (interna de Curtiss): ← CW-19 - CW-20 - CW-21 - CW-22 - CW-23 - CW-24 - CW-25 →
- Secuencia SN_C (Entrenadores de exploración de la Armada estadounidense, 1939-1946 (Curtiss-Wright, 1922-1962)): SNC